# Окраска по Май-Грюнвальду

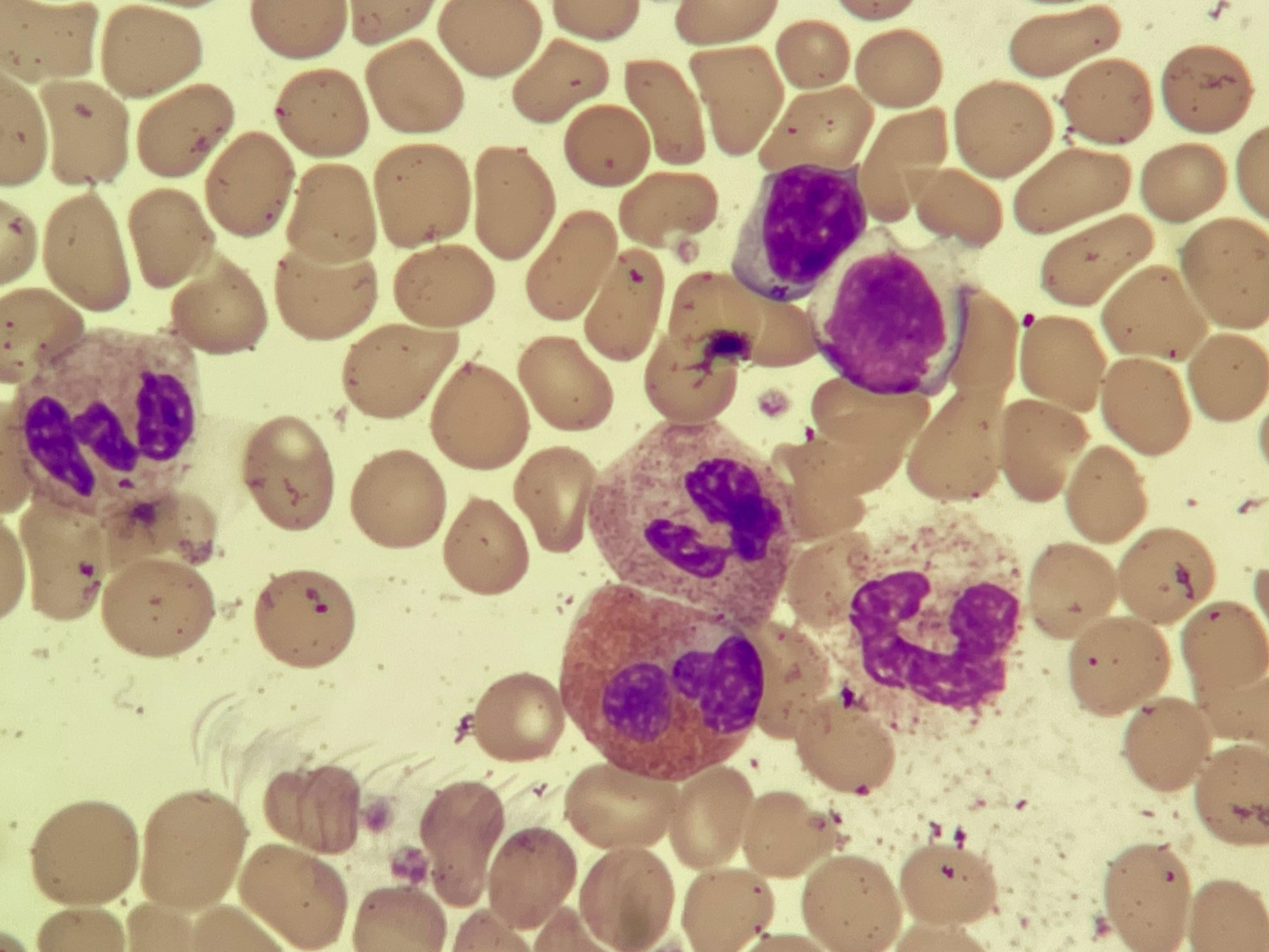
Мазок периферической крови человека, окраска по Май-Грюнвальду

Окрашивание по Ма́й-Грю́нвальду — метод гистологической окраски, наиболее часто используемый для окрашивания микропрепаратов тонкоигольной аспирационной пункционной биопсии в гистопатологической лаборатории для диагностики опухолевых клеток. Краситель Май-Грюнвальда — это краситель на спиртовой основе, состоящий из метиленового синего и эозина. Перед окрашиванием мазок фиксируется метанолом.

## Окрашивание по Май-Грюнвальду-Гимзе (MGG)

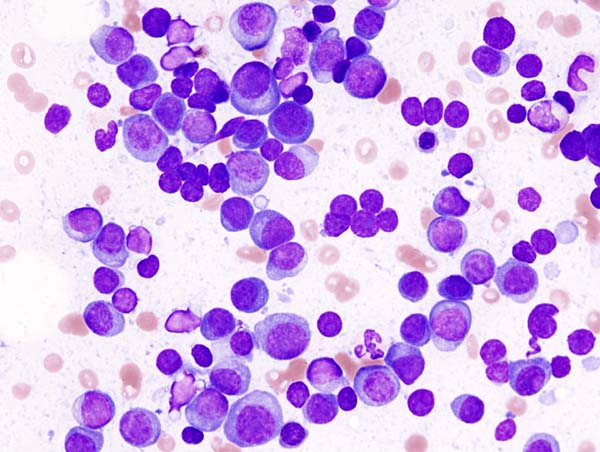
Препарат тонкоигольной аспирационной пункционной биопсии при миеломной болезни. Окрашивание по Май-Грюнвальду-Гимзе (MGG)

Чаще всего метод сочетают с окрашиванием по Гимзе, что дает окрашивание Паппенгейма (окрашивание Май-Грюнвальд-Гимзы). Этот метод окраски является одним из стандартных окрасок в гематологии.
Результат окрашивания:
- ядра принимают цвет от синего до фиолетово-черного;
- эритроциты розовато-бежевые;
- гранулы эозинофилов красно-оранжевые;
- гранулы нейтрофилов фиолетово-сиреневые;
- гранулы базофилов сине-черные;
- цитоплазма лимфоцитов и моноцитов принимают сине-голубую окраску[1].